# Nitrianske Rudno
Nitrianske Rudno és un poble i municipi d'Eslovàquia que es troba a la regió de Trenčín. La primera menció escrita de la vila es remunta al 1275.

## Demografia
| Godina             | 1994 | 2004   | 2014   | 2024   |
| ------------------ | ---- | ------ | ------ | ------ |
| Nombre de persones | 1827 | 1960   | 1939   | 1911   |
| Diferència         |      | +7,27% | −1,07% | −1,44% |

| Godina             | 2023 | 2024   |
| ------------------ | ---- | ------ |
| Nombre de persones | 1899 | 1911   |
| Diferència         |      | +0,63% |